# Terminador (genética)
Em genética, um terminador de transcrição é uma sequência de nucleotídeos que marca o final de um gene ou operon no DNA genômico durante a transcrição. Este tipo de sequência desencadeia processos que liberam o RNA recém-transcrito do complexo transcricional, composto por mRNA, DNA, RNA polimerase e fatores associados. Os processos incluem a interação direta da estrutura secundária do mRNA com o complexo transcricional e/ou atividades indiretas dos fatores de terminação que resultam na dissociação do complexo. Com a dissociação do complexo transcricional a RNA polimerase e a maquinária transcricional restante são liberados para iniciar a transcrição de novos mRNAs.

## Em procariotas

Esquemas simplificados dos mecanismos de terminação da transcrição procariótica. Na terminação independente de Rho, um grampo de terminação se forma no mRNA nascente interagindo com a proteína NusA para estimular a liberação do transcrito do complexo de transcrição (topo). Na terminação dependente de Rho, a proteína Rho se liga no sitio rut e é translocada para baixo no mRNA, interagindo com o complexo de transcrição para estimular a liberação do transcrito

Em genomas procarióticos  foram identificadas duas classes de terminadores de transcrição: os dependentes de Rho e os independentes de Rho.

### Terminadores dependentes de Rho
No caso dos terminadores de transcrição dependentes de Rho, a terminação requer a presença de uma grande proteína chamada fator Rho, que apresenta atividade de RNA helicase. Terminadores Rho-dependentes são encontrados em bactérias e fagos. A sequência terminadora dependente de Rho se encontra "upstream" (a montante) dos códons de terminação da tradução e consiste em uma sequência rica em citosina no mRNA, conhecida como um sítio de utilização de Rho (rut, do inglês), e em um ponto de parada da transcrição (tsp, do inglês), que se encontra "downstream" (a jusante) do sítio rut. O sítio rut serve como um local de carregamento de mRNA e como um ativador para o fator Rho. A ativação do mesmo permite que ele se transloque ao longo do mRNA enquanto mantém contato com o sítio tsp. Essa translocação envolve a hidrólise de ATP. O fator Rho chega até a RNA polimerase, que é paralisada nos sítios tsp em posição "downstrem" (a jusante). Existem várias sequências que podem funcionar como um sítio tsp.  O mecanismo de dissociação do complexo transcricional envolve efeitos alostéricos de Rho na RNA polimerase.

### Terminadores independentes de Rho
Os terminadores independentes do fator Rho também são chamados de terminadores intrínsecos. Eles requerem a formação de uma estrutura "hairpin" (grampo de cabelo) no transcrito que está sendo formado, que estimula a dissociação do complexo de transcrição formado por mRNA, DNA e RNA polimerase. Este tipo de sequência terminadora contém uma região de 20 pares de bases rica em GC (guanina e citosina), que apresenta uma simetria díade, ou seja repetições invertidas. Também apresenta uma região poli-A (sequência de adeninas) de 7 a 9 nucleotídeos de comprimento, que vai formar uma cauda de uracilo no fim do transcrito. A estrutura "hairpin" causa a estagnação e desestabilização da RNA polimerase, o qual leva a uma maior probabilidade de ocorrer a dissociação do complexo de transcrição nesse local.
Além disso, o fator de elongação protéica NusA interage com a RNA polimerase e com a estrutura "hairpin" para estimular a terminação transcripcional.

## Em eucariotas
Em eucariotas, as sequências terminadoras da transcrição de mRNAs são reconhecidos por fatores protéicos associados à RNA polimerase II, os quais estimulam o processo de terminação. Um sinal de terminação do mRNA eucariótico é a cauda poli-A. Assim que este sinal é transcrito, duas proteínas são transferidas do terminal carboxila até a cauda poli-A. Estas são chamadas de fator CPSF e fator CstF. Elas estimulam outras proteínas a chegarem até o local para cortar o transcrito, liberando o mRNA do complexo de transcrição. Além de cortar o mRNA, as proteínas recrutadas adicionam uma cauda de umas 200 repetições de adenosina no extremo 3' do transcrito, em um processo chamado poliadenilação. Ao longo desse processo de terminação da transcrição, a RNA polimerase continua transcrevendo centenas até alguns milhares de bases, até que eventualmente se dissocia do DNA e do transcrito "downstream" (a jusante). O mecanismo de dissociação da RNA polimerase ainda não foi completamente elucidado. Existem dois modelos básicos para explicar este processo conhecidos como o modelo torpedo e o modelo alostérico.

### Modelo torpedo
Depois que o mRNA foi cortado na sequência poli-A e liberado do complexo de transcrição, do outro lado do corte a fita de RNA continua ligada ao DNA e à unidade da RNA polimerase II, que não para de transcrever o DNA. Após o corte, uma enzima com função exonuclease se liga à fita residual de RNA e remove um por um nucleotídeos os recém-transcritos. Enquanto a exonuclease degrada assim o RNA, ela vai se aproximando à RNA polimerase ||. Em humanos esta exonuclease é chamada de XRN2 (5'-3' Exoribonuclease 2). O modelo torpedo propõe que a exonuclease avança ao longo do RNA até que "empurra" a unidade da RNA polimerase ||. Dessa forma a RNA polimerase || é dissociada do DNA e o RNA residual é removido.
De forma semelhante à terminação dependente de Rho, a exonuclease provoca a dissociação da RNA polimerase ||, deslocando ela do DNA ou deslocando o DNA dela. O mecanismo exato ainda não foi elucidado e provávelmente não seja a única causa da dissociação.

### Modelo alostérico
O modelo alostérico propõe que a dissociação da unidade da RNA polimerase II ocorre devido à ligação ou a dissociação de algumas das proteínas associadas a ela, o qual provocaria a separação da enzima e o DNA. Esse processo seria desencadeado pela transcrição do sinal poli-A.
Após transcrever a sequência poli-A, a RNA polimerase perde as duas proteínas associadas do terminal carboxila, mencionadas acima, que induz uma mudança na conformação dela. Esta mudança conformacional reduz a processividade da enzima, fazendo ela mais propensa a de dissociar do substrato DNA-RNA. Neste caso, a terminação não é completada pela degradação do mRNA, e sim pela diminuição da eficiência da RNA polimerase em elongar o RNA, aumentando a probabilidade de se dissociar.